# Nola triplaga
Nola triplaga är en fjärilsart som beskrevs av Paul Dognin 1914. Nola triplaga ingår i släktet Nola och familjen trågspinnare. Inga underarter finns listade i Catalogue of Life.